# Élisabeth de Brunswick-Wolfenbüttel
Titre
Duchesse consort de Saxe-Altenbourg
25 octobre 1618 – 1er avril 1639
(20 ans, 5 mois et 7 jours)
Élisabeth de Brunswick-Wolfenbüttel (23 juin 1593, Wolfenbüttel – 25 mars 1650, Altenbourg) est une princesse de Brunswick-Wolfenbüttel et par mariage duchesse de Saxe-Altenbourg.

## Biographie
Élisabeth est la fille du duc Henri-Jules de Brunswick-Wolfenbüttel (1564-1613) de son second mariage avec Élisabeth (1573-1625), fille aînée du roi Frédéric II de Danemark.
Élisabeth épouse d'abord le 1er janvier 1612 à Dresde, le duc Auguste de Saxe (1589-1615), administrateur du diocèse de Naumburg. Auguste meurt subitement à l'âge de 26 ans, après seulement trois ans de mariage.
Élisabeth épouse en secondes noces Jean-Philippe de Saxe-Altenbourg (1597-1639) le 25 octobre 1618 à Altenbourg.
Élisabeth meurt le 25 mars 1650 à Altenbourg, et est enterrée dans l'église des Frères d'Altenbourg, à qui elle avait donné un bécher. La devise de la duchesse, qui était issue à la fois des lignées Albertine et Ernestine de la Maison de Wettin, a été : Tous mon plaisir en Dieu. Un ducat d'or existe, représentant Élisabeth  en montrant son effigie sur l'avers et un "E" sur le revers. Élisabeth était membre de la société vertueuse sous le nom de le Pieux.

## Descendance
De son second mariage, Élisabeth a une fille :
- Élisabeth-Sophie de Saxe-Altenbourg (1619-1680), mariée en 1636, au duc Ernest Ier de Saxe-Gotha (1601-1675)